# Be-Bop-A-Lula
Be-Bop-A-Lula är en rockabilly-låt av Gene Vincent and His Blue Caps utgiven 1956 som b-sida på singeln "Woman Love" på skivbolaget Capitol Records. Med en sjundeplats som högsta placering på Billboardlistan och ett eftermäle av rockabilly-anseende rankades låten som #102 på Rolling Stone Magazines The 500 Greatest Songs of All Time.